# Erin Hill
Erin Hill  (Louisville, Kentucky, 1968. február 13. –) amerikai hárfás, énekesnő, dalszerző, színésznő.

## Pályafutása
Első albuma a Billboard és az Independent listáján a top 40-ben volt. Szerepelt illetve énekelt Kanye West, Enya, az A-ha, Cyndi Lauper, Levon Helm, Moby, Randy Newman, Joan Osborne, Jewel, Sinead O'Connor és mások mellett. Önálló estje volt a Royal Albert Hallban. A Comedy Central Chappelle's Show-ban ő „csinos fehér lány”. Fellépett Hillary Clinton és Michelle Obama elött is.

## Albumok
- 2002: Frost as Desired
- 2009: Let Stand in a Cool Place
- 2016: Christmas Harp

## Filmek
- 2013: A Day in the Wife
- 2013: Jerome's Bouquet
- 2009: Clear Blue Tuesday
- 2009: Red Hook
- 2000: Loser
- 1999:  Cradle Will Rock
- 1993: 24 Frames per Second

## Broadway
- 2001: Urinetown
- 1998: Cabaret
- 1997: Titanic